# Apicia cayennaria
Apicia cayennaria är en fjärilsart som beskrevs av Achille Guenée. Apicia cayennaria ingår i släktet Apicia och familjen mätare. Inga underarter finns listade i Catalogue of Life.